# Sowet
Sowet (tadż. : Совет, dawniej: Sowietskij) – osiedle typu miejskiego w Tadżykistanie (wilajet chatloński). Według danych szacunkowych na rok 2008 liczy 9830 mieszkańców.